# Anti-Gender-Bewegung

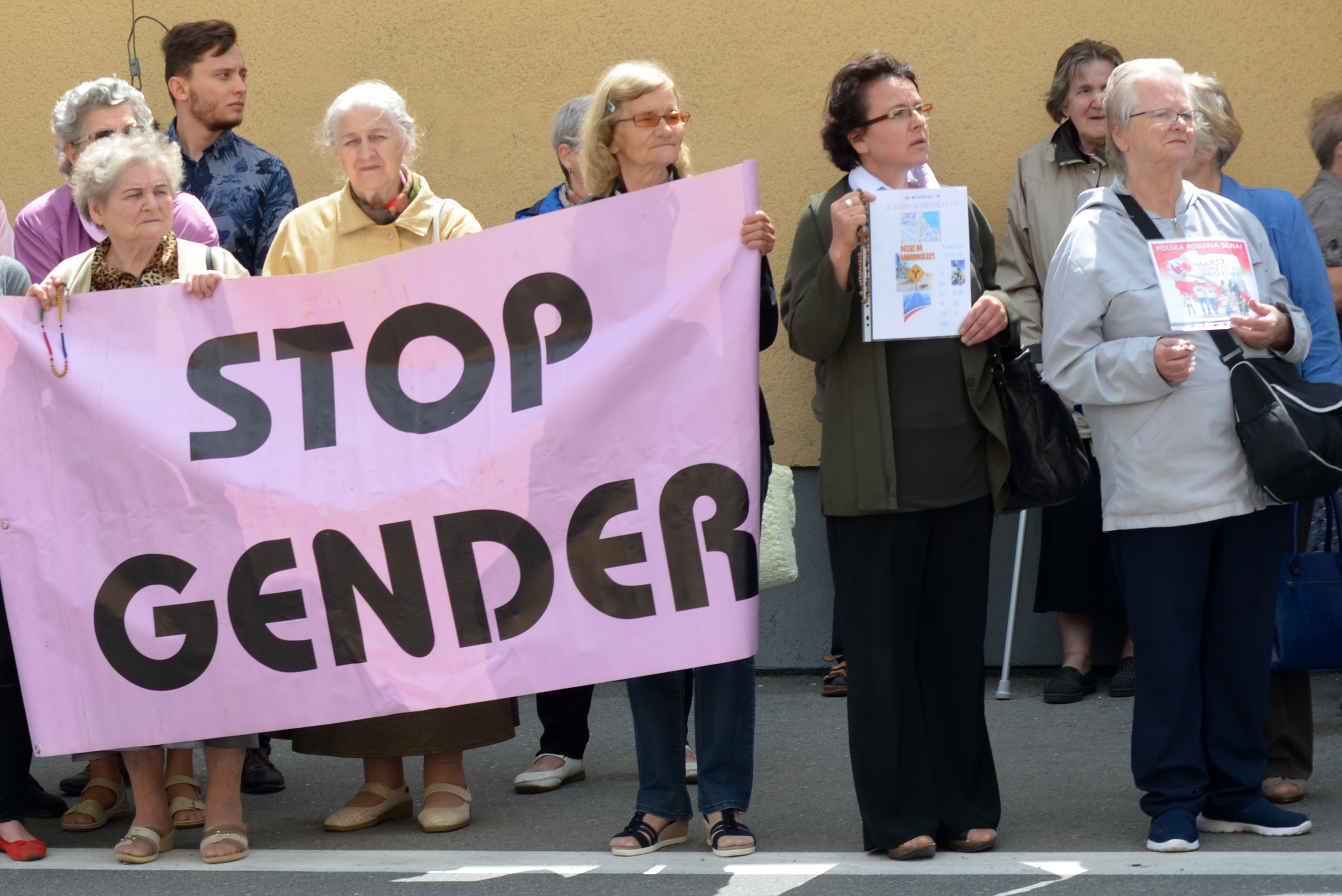
Anti-Gender-Protest während des „Equality March“ 2018 in Rzeszów

Die Anti-Gender-Bewegung ist eine transnationale Bewegung, die sich gegen die von ihr so bezeichnete „Gender-Ideologie“ richtet, weil sie die vermeintlich natürliche Ordnung der Gesellschaft gefährde. In Europa mobilisieren verschiedene Akteure aus dem konservativen, rechten und religiös-fundamentalistischen Spektrum gegen dieses Feindbild von Gleichstellungspolitik (Gender-Mainstreaming), LGBT-Rechten und Gender Studies. In den Bewegungen werden die als traditionell betrachtete Kernfamilie sowie die als naturhaft verstandenen binären Geschlechtervorstellungen und die Heterosexualität als Leitbild bzw. Norm angesehen. Für das Phänomen wurden auch die Bezeichnungen Anti-Genderismus und War against Gender geprägt.

## Inhalte und Stil
Die Anti-Gender-Bewegungen mobilisieren gegen ein als „Gender-Ideologie“ bezeichnetes Feindbild, das Gleichstellungspolitik (Gender-Mainstreaming), LGBT-Rechte, Gender Studies und deren Befürworter umfasst. Durch die Bezeichnung „Gender-Ideologie“ werden diese Anliegen als grundsätzlich illegitim dargestellt und Befürworter dieser Anliegen werden etwa als „Lobbyisten“ abgewertet. Auch die Schlagworte „Genderismus“, „Gender-Gaga“, „Gender-Wahnsinn“ oder „Gender-Terror“ sind hierfür gebräuchlich. Diese „Gender-Ideologie“, so die Vorstellung, wolle den Menschen Geschlechterrollen wahlweise aufdrängen oder ihnen aberziehen, wolle das Geschlecht „abschaffen“ bzw. schaffe eine unendliche Zahl künstlich geschaffener Geschlechtskategorien. Damit verstoße sie gegen die „natürlichen Fundamente“ der Gesellschaft. Diese Vorstellungen beruhen teilweise auf Missverständnissen zum Konzept des sozialen Geschlechts („Gender“) oder auf einer verzerrten Darstellung der Frauen- und Geschlechterforschung.

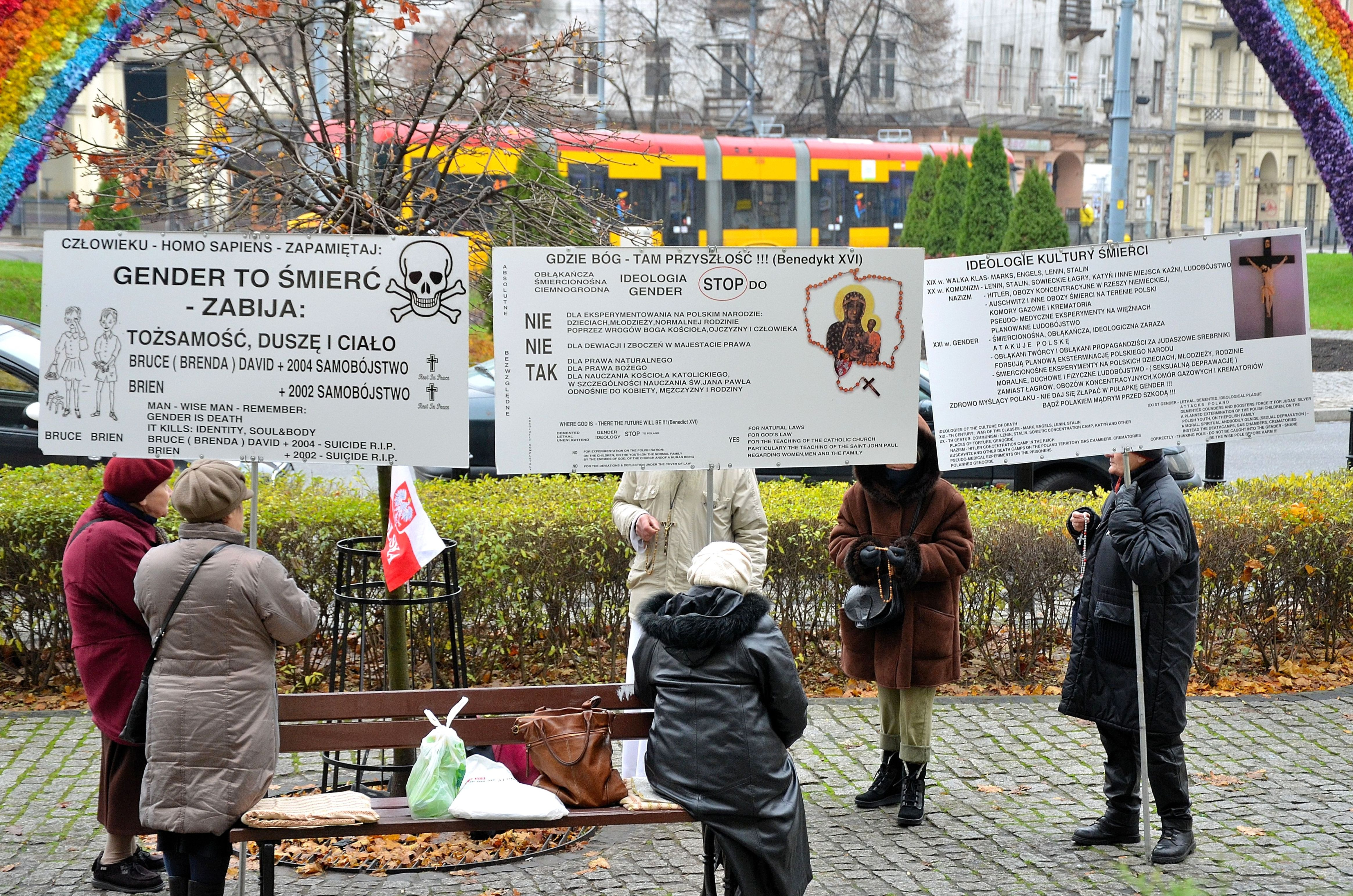
Plakatierung in Warschau, 2014, die den Suizid zweier Kinder als Folge der „Gender-Ideologie“ darstellt.

Im Unterschied zu früheren antifeministischen Bewegungen werden gleiche Rechte für Frauen und Männern nicht abgelehnt, Männer und Frauen werden aber dennoch als von Natur aus grundsätzlich verschieden angesehen. Manche Akteure mobilisieren daher anstatt gegen den Feminismus als solchen gegen eine „geschlechtsindifferente Gleichmacherei“, die etwa die „bewährten Beziehungsmodelle – allen voran die traditionelle Familie“ zerstöre. In dieser Hinsicht thematisieren die Anti-Gender-Diskurse auch die niedrigen Geburtenraten im globalen Norden und machen Abtreibungen und dem „Feminismus verfallene“ Frauen dafür verantwortlich, die die Karriere der Familiengründung vorzögen. Es wird das Bild einer „entvölkerten zukünftigen Welt“ gezeichnet, die dominiert sei von „Einsamkeit und Entfremdung infolge des drohenden Sieges der ‚Gender-Ideologie‘.“ Der „Genderismus“ wird mit Einsamkeit und Unglücklichsein verknüpft. Des Weiteren wird vor einer „Frühsexualisierung“ (Sexualpädagogik in Kindergärten und Schulen) oder einer „Propagierung von Homosexualität“ gewarnt, die das Kindeswohl gefährden würden. Damit sollen insbesondere Eltern mobilisiert werden. Die Existenz transgeschlechtlicher Personen und deren Rechte werden geleugnet. Stattdessen werden simplifizierte Ansichten darüber, wer als Mann und wer als Frau zu gelten habe, verbreitet. Auch stellen die Anti-Gender-Akteure transgeschlechtliche Personen als Bedrohung anderer vulnerabler Gruppen, wie Frauen oder Kinder, dar. Ebenso wird die Intergeschlechtlichkeit im Anti-Genderismus abgewertet. Die binäre Geschlechtereinteilung (strikte Einteilung in entweder Mann oder Frau) wird als unumstößliche Tatsache postuliert und zur Norm erklärt. Gerechtfertigt wird dies mit Verweisen auf vermeintliche Erkenntnisse aus den Naturwissenschaften, insbesondere der Biologie. Die tatsächlichen Erkenntnisse biologischer Forschung, laut denen Geschlecht viele Zwischenstufen annehmen kann und daher als ein Spektrum aufgefasst werden muss, werden bei diesen Diskursen vernachlässigt.
Oftmals wird dabei Bezug auf Judith Butler genommen, die von den Anti-Gender-Akteuren als eine der wichtigsten Akteure der „Gender-Ideologie“ gesehen wird und der unterstellt wird, sie sehe das soziale Geschlecht als völlig unabhängig vom biologischen Geschlecht und somit als reine Willensentscheidung an bzw. halte das biologische und soziale Geschlecht für gleichermaßen konstruiert. Dabei werden einzelne erkenntnistheoretisch formulierte Passagen aus Butlers Werken fehlinterpretiert und aus dem Kontext gerissen. Laut dem Theologen Gerhard Marschütz hat Butler selbst klargestellt, dass sprachliche Diskurse niemals körperliche Unterschiede negieren könnten. Ein weiterer Vorwurf insbesondere an die Gender Studies lautet, dass sie die Existenz des biologischen Geschlechts vollständig negieren würden. Judith Butler formulierte hingegen: „die Geschlechterforschung negiert das biologische Geschlecht nicht, sondern fragt, durch welchen medizinischen und rechtlichen Rahmen es festgelegt wird.“
Wiederkehrend ist zudem die Auffassung, „fremde Kräfte“ wie die EU, UN oder WHO wollten mit der „Gender-Ideologie“ die eigenen Länder und Traditionen schwächen. Diese Narrative nehmen mitunter verschwörungstheoretische Züge an.

## Ursprung
Der Ursprung der negativ konnotierten Bezeichnung „Gender-Ideologie“ wird im Vatikan gesehen. Als es durch die Weltbevölkerungskonferenz 1994 und die Weltfrauenkonferenz 1995 zu einer Anerkennung sexueller und reproduktiver Rechte durch die Vereinten Nationen kam, erarbeitete der Vatikan eine Gegenstrategie, da er eine Schwächung der „traditionellen Familie“ sowie die generelle Anerkennung von Abtreibung und Homosexualität befürchtete. Auf diesen Konferenzen wurde unter anderem der zu dieser Zeit noch neue Begriff des sozialen Geschlechts („Gender“) vorgebracht. Dies sah der Vatikan jedoch als strategisches Mittel zur Schwächung der „traditionellen Familie“ und wandte sich deshalb gegen den Begriff „Gender“. Dem wurde die grundsätzliche Verschiedenartigkeit und vermeintliche Komplementarität von Mann und Frau gegenübergestellt. Dies ist eine Vorstellung, die Johannes Paul II. bereits zuvor innerhalb des Vatikans geprägt hatte.

## Anti-Gender-Bewegung als Backlash
Die Anti-Gender-Bewegungen werden oftmals als ein konservativer Backlash zu bisherigen Gleichstellungsbemühungen und zu einer Ausweitung der LGBT-Rechte aufgefasst. So deutet die Heinrich-Böll-Stiftung die Anti-Gender-Bewegung als eine Reaktion auf bislang erkämpfte Rechte im Bereich der sexuellen und reproduktiven Selbstbestimmung, auf deren Abbau nun hingearbeitet werde.
Andererseits wird argumentiert, dass die Anti-Gender-Bewegungen nicht als reiner Backlash (also eine Reaktion auf „bereits Erreichtes“) gesehen werden sollten und auch nicht alle ihrer Anhänger per se antifeministisch oder homophob seien. Da diese gleichzeitig und vernetzt in Europa und besonders stark in osteuropäischen Ländern auftreten, obwohl gerade dort die Gleichstellungsbemühungen und LGBT-Rechte noch deutlich schwächer ausgeprägt sind, müssten andere Erklärungen wie die sozioökonomischen und politischen Umstände mit einbezogen werden. Teilweise finden sich laut der Politikwissenschaftlerin Eszter Kováts auch Bezüge zu einzelnen, umstrittenen Strömungen des Feminismus und LGBTQ-Aktivismus, die das Geschlecht nur als eine individuelle Identität darstellen (anstatt als etwas, das durch die Gesellschaft zugeschrieben wird), sich immer weiter fragmentieren („individualisierte“ Intersektionalität, Identitätspolitik) und fälschlicherweise einzelne Individuen für strukturelle Unterdrückungssysteme verantwortlich machen würden. Diese vor allem aus dem angloamerikanischen Raum stammenden Strömungen seien durch die Individualisierungslogik der ökonomischen Verhältnisse geprägt worden und hätten den Feminismus und LGBTQ-Aktivismus deutlich anfälliger für diese Art von Gegenreaktion gemacht; der „Backlash“ richte sich teilweise gegen diese aufkommenden Strömungen.

## Sozioökonomisch-kultureller Kontext
Die Entstehung und der Erfolg der Anti-Gender-Bewegungen, die den Begriff „Gender“ als Feindbild betrachten, werden vielfach als Symptome einer tiefer zugrunde liegenden sozioökonomischen, politischen und kulturellen Krise der liberalen Demokratie aufgefasst. Unter anderem werden diese als eine Reaktion auf den Neoliberalismus begriffen, das heißt eine Politik der Deregulierung, Prekarisierung von Arbeit und des Abbaus wohlfahrtsstaatlicher Sicherungen sowie auf die aus der Finanzkrise 2007 entstandenen Wohlfahrtsverluste und der Öffnung der Schere zwischen Arm und Reich. Den Zusammenhang erklärt die Soziologin Katharina Scherke auch damit, dass die Arbeitswelt – unter anderem durch die Prekarisierung – keine positiven Identitätsbezüge mehr stifte und die Menschen sich daher auf kulturelle Identitätsmerkmale wie das Geschlecht fokussierten. Die Auflösung der traditionellen Geschlechterrollen habe deshalb gerade auch bei denjenigen, die Statusverluste erleiden bzw. befürchten müssten, zu einem „kulturellen Backlash“ geführt.
In der Zeitschrift Luxemburg analysierten die Soziologin Weronika Grzebalska sowie die Politikwissenschaftlerinnen Eszter Kováts und Andrea Pető die „Gender-Ideologie“ als Metapher für die Unsicherheit und Unfairness, die durch die sozioökonomischen Umstände produziert worden seien. Illiberale Populisten hätten es geschafft, an die Gefühle der Menschen anzuknüpfen und diese gegen Gleichstellungsfragen zu richten. Opposition gegenüber der „Gender-Ideologie“ bedeute auch die Ablehnung der Priorisierung der Identitätspolitik gegenüber materiellen Fragen und Kritik am Verlust sozialer, politischer und kultureller Sicherheit. Die Autorinnen fordern daher, dass die progressive Agenda stärker um die Bekämpfung ökonomischer Ungleichheiten, der Prekarisierung von Arbeit und der Privatisierung der Daseinsvorsorge erweitert werden müsse.
Agnieszka Graff und Elżbieta Korolczuk interpretieren die Anti-Gender-Rhetorik als „reaktionäre Kritik am Neoliberalismus“. Der Anti-Genderismus gebe denjenigen Ängsten eine Stimme, die aus den zunehmend prekären Arbeits- und Lebensbedingungen resultierten. Anstatt das Problem jedoch in sozioökonomischen Begriffen wie Ungerechtigkeit und Ausbeutung zu benennen, werde die Kritik moralisiert und die Gewinner des Kapitalismus würden als degeneriert und moralisch korrupt dargestellt. Die Anti-Gender-Diskurse bezögen sich aber nicht nur auf die ökonomischen, sondern auch auf die soziokulturellen Folgen des neoliberalen Paradigmas, welches gesellschaftlich zu einer Individualisierung führte, die Eigenverantwortung in den Vordergrund stellte und die Kommodifizierung vieler Lebensbereiche beinhaltete. Die Anti-Gender-Bewegung stelle dem „Gemeinschaft, Solidarität und familiäre Werte“ gegenüber. In der proklamierten „Auflösung“ bzw. „Krise der Familie“ fänden sich zudem die Auswirkungen des Kapitalismus auf die soziale Reproduktion und Entwertung der Sorgearbeit wieder.
Laut Judith Butler führt der Abbau sozialer Sicherungen durch den Neoliberalismus zu einem Festhalten an der „traditionellen Familie“ als Ort zur Übernahme der Sorgearbeit sowie zu einem Erstarken patriarchaler Werte. Vor diesem Hintergrund, bei dem die „traditionelle Familie“ angesichts der sozioökonomischen Umstände als unabdingbar angesehen werde, habe sich eine Angst vor der Destabilisierung dieser durch die „Gender-Ideologie“ ausgebreitet.
Die Politikwissenschaftlerin Birgit Sauer ergänzt hinsichtlich der „ökonomischen Verunsicherungsthese“, dass diese nicht als alleinige Erklärung hinreichend sei. Zusätzlich müssten die sich seit den 1970er-Jahren verändernden Geschlechterverhältnisse in Betracht gezogen werden. Die stärkere Erwerbsbeteiligung von Frauen, verbunden mit einer steigenden Erosion des Normalarbeitsverhältnisses, habe bei nach wie vor existierender Ideologie des männlichen Familienernährers in vielen Ländern zur Fragilität des männlichen Rollenbildes geführt bzw. einen unerfüllbaren Anspruch erzeugt und so die Entwicklung einer „männlichen Identitätspolitik“ gefördert.

## Akteure und Finanzierung
Der Antigenderismus wird hauptsächlich aus drei Strömungen heraus betrieben: Dem christlichen Fundamentalismus, der Männerrechtsbewegung (bzw. der sich virtuell organisierten Manosphere) und von rechtspopulistischen bzw. rechtsextremen Strömungen. Daneben werden auch manche Konservative aus dem Mainstream, orthodoxe Juden, fundamentale Muslime, und in einigen Ländern Hooligans zu den Akteuren gezählt. Die Akteure haben jeweils unterschiedliche weltanschauliche Verhaftungen, vereinen sich aber in ihrer Ablehnung der „Gender-Ideologie“. Der Term „Gender“ wird dementsprechend als „symbolischer Klebstoff“ (englisch symbolic glue) der Anti-Gender-Bewegung gesehen, der sie mit anderen konservativen Bewegungen vereint.
Einem Bericht des Europäischen Parlamentarischen Forums für sexuelle & reproduktive Rechte zufolge flossen im Zeitraum von 2009 bis 2018 mehr als 700 Millionen US-Dollar in insgesamt 54 Organisationen für Anti-Gender-Kampagnen in Europa. Die Gelder dafür stammen neben privaten Stiftungen aus Europa auch aus Russland und den USA. Aus Russland, von wo etwa 188 Mio. USD stammen, konnten Organisationen, die mit den Oligarchen Vladimir Yakunin und Konstantin Malofeev in Verbindung stehen, als Geldgeber identifiziert werden. Aus den USA flossen etwa 81 Mio. USD von konservativen bzw. rechts-religiösen Organisationen, darunter dem Cato Institute, der Heritage Foundation und der ADF International, in dessen europäischen Büros Sophia Kuby eine führende Rolle einnimmt. Unterstützt werden diese teils von Milliardären mit Verbindungen zur Republikanischen Partei und den Alt-Rights und anderen extremen Rechten. Generell haben wirtschaftsliberale bzw. neokonservative Kräfte aus den USA häufig das Ziel, die traditionelle Kernfamilie als Alternative zum Wohlfahrtsstaat zu stärken, um damit Kürzungen der Budgets für Gesundheit, Bildung und Soziales zu legitimieren. Trotz dieser Verbindungen in die USA sehen Graff und Korolczuk im internationalen Anti-Genderismus jedoch nicht bloß eine „Verlängerung der [amerikanischen] neokonservativen Agenda“, sondern verweisen darauf, dass von Ultrakonservativen in Europa oftmals auch eine Art „chauvinistischer Wohlfahrtsstaat“ gefordert werde, der gezielt „traditionelle Familien“ im eigenen Land mit staatlichen Leistungen fördern solle.

## Beispiele aus einzelnen Ländern

### Deutschland

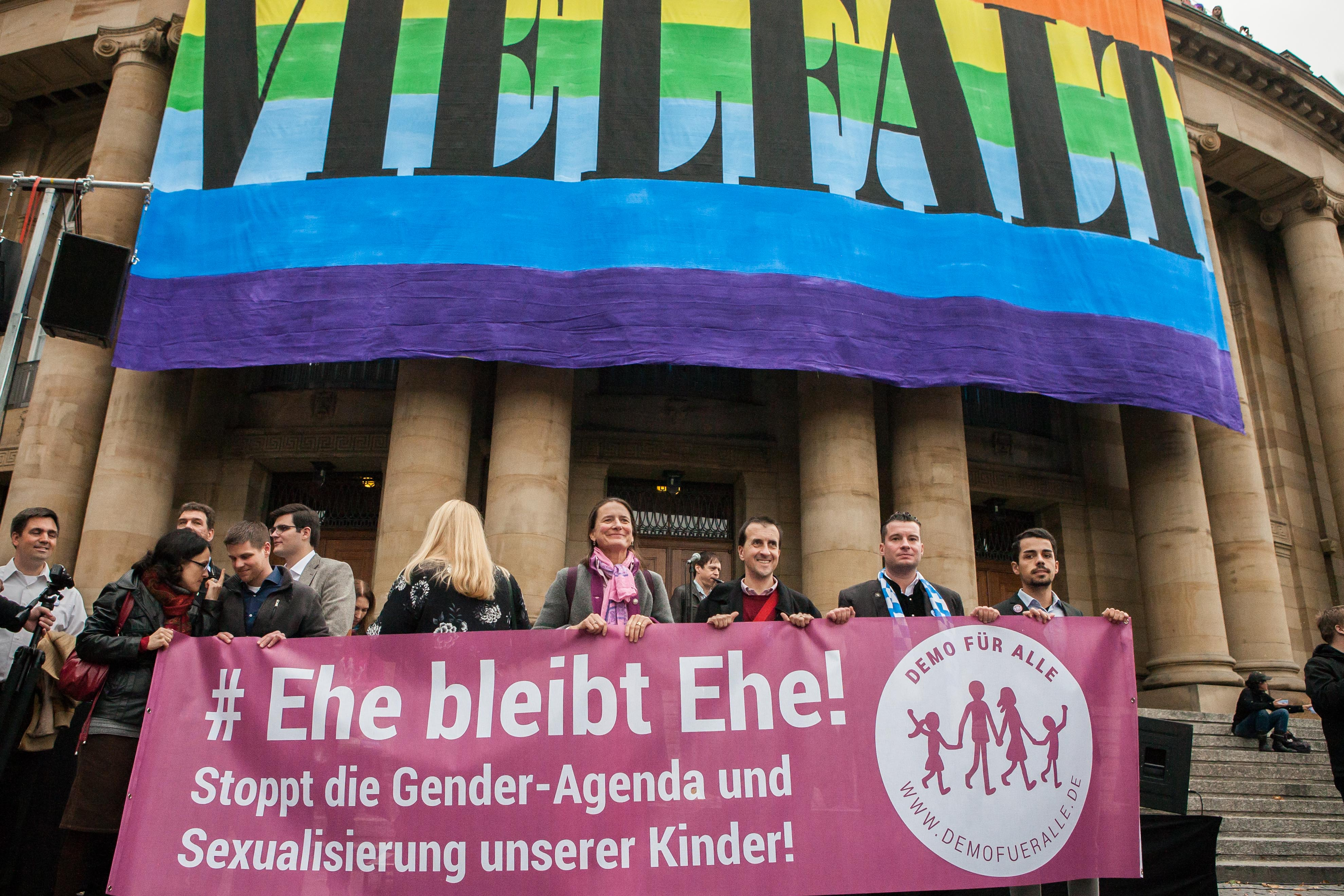
Demonstranten der „Demo für Alle“ vor einer Kunstaktion der Oper Stuttgart für (sexuelle) Vielfalt

In Deutschland wurde ab 2006 kritisch über Gender-Mainstreaming diskutiert, als Eva Herman in ihrem Buch Das Eva-Prinzip den Feminismus für ein „Aussterben der Deutschen“ verantwortlich machte und mit Talkshowauftritten für Kontroversen sorgte. Rechtsextreme nutzten dies als Auftakt für eine gezielte Kampagne gegen Gender-Mainstreaming. Im Jahre 2013 etwa mobilisieren Neonazis aus dem norddeutschen Raum mit einem Aufruf gegen das Feindbild des „Genderwahns“, das sie als „Waffe“ gegen „das deutsche Volk“ bezeichneten. Darüber hinaus mobilisiert seit 2014 das christlich-fundamentalchristliche Demonstrationsbündnis „Demo für Alle“, in Anlehnung an das französische „La Manif pour tous“, gegen die gleichgeschlechtliche Ehe, Gender-Mainstreaming und eine vermeintliche Frühsexualisierung von Kindern. In diesen zeitlichen Kontext fällt eine verschärfte Leistungsrhetorik und zunehmende Abstiegsängste der Mittelschicht durch die Einführung von Hartz-IV, was als relevanter Faktor hinsichtlich der Verschärfung gruppenbezogener Menschenfeindlichkeit gesehen wird. Auch im größten Boulevard-Blatt Deutschlands, der Bild-Zeitung, ist häufig von „Gender-Gaga“, „Gender-Wahn“ und einer vermeintlichen Umerziehung die Rede.
Die Alternative für Deutschland (AfD) wendete sich wenige Jahre nach ihrer Gründung 2013 dem Anti-Genderismus zu und ist ihrem Selbstverständnis nach eine „Anti-Gender-Partei“. Dabei greift sie nach Ansicht der Politikwissenschaftlerin Juliane Lang auf ein antifeministisches Verständnis von Gender zurück. Die Familienpolitik der Partei zentriert laut Lang zudem die heterosexuelle Kernfamilie und wertet andere geschlechtliche, sexuelle und familiäre Lebensweisen ab. In dem akademischen Konzept „Gender“ und der angeblichen „Gender-Ideologie“ sieht die Partei ein Feindbild. In ihrem Wahlprogramm 2021 bediente die AfD Anti-Gender-Frames wie etwa den angeblichen „Genderwahn“ und versuchte auf diese Weise, Wähler sowohl aus dem konservativen als auch aus dem rechtsextremen Spektrum anzusprechen.

### Frankreich

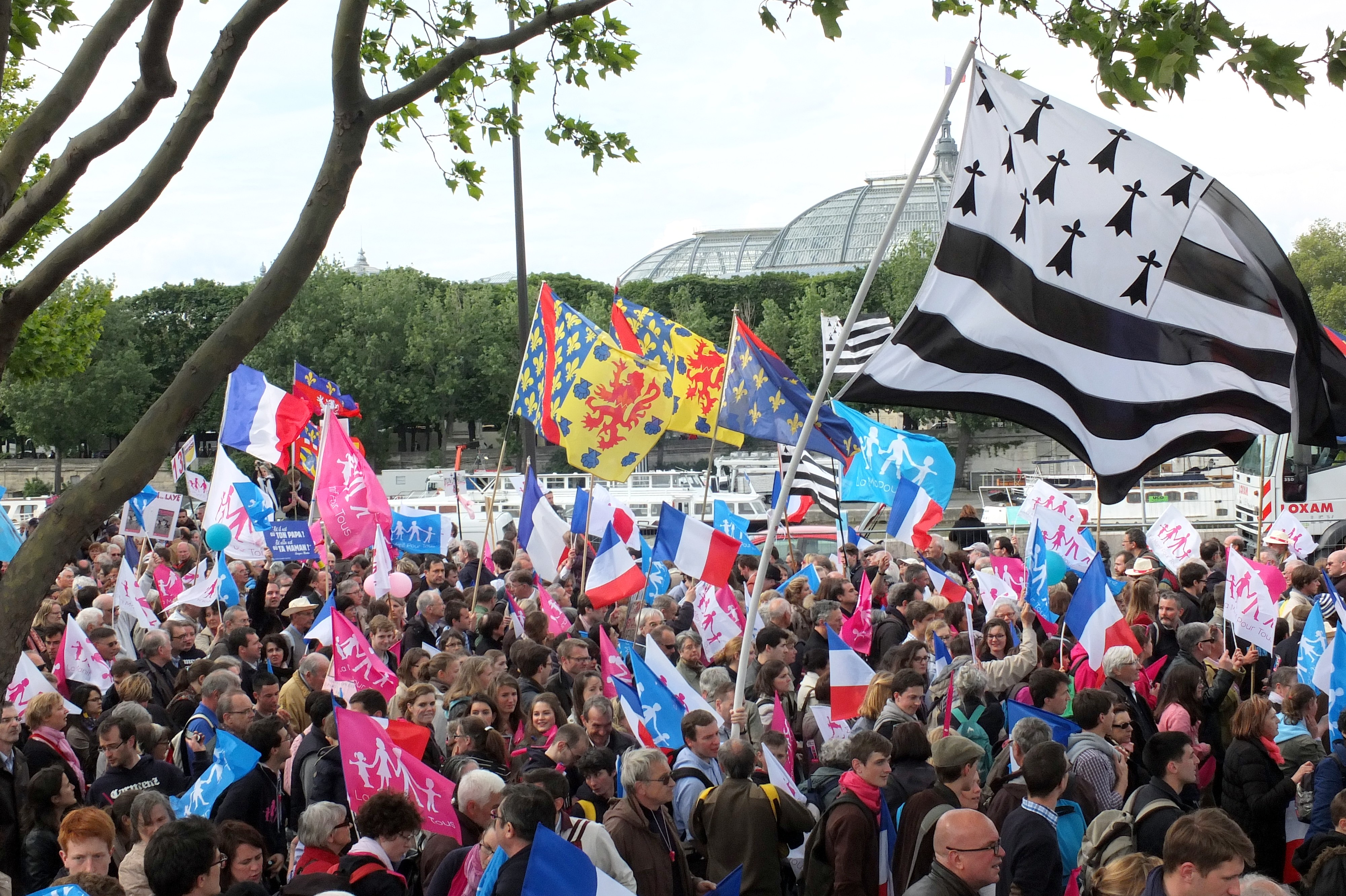
Demonstration am 26. Mai 2013 in Paris

In Frankreich vereinte „La Manif pour tous“ verschiedene ehemals zersplitterte konservative Gruppierungen. Die Proteste der Bewegung gegen die gleichgeschlechtliche Ehe und damit verbunden das Adoptionsrecht 2012 und 2013 erfuhren viel Beachtung, waren aber letztlich nicht erfolgreich. Andere Vorhaben wie etwa Zugang lesbischer Paare zur künstlichen Befruchtung, Gleichstellung der Geschlechter an Schulen zu unterrichten und bürokratische und medizinische Erleichterungen für trans Personen wurden jedoch durch diese Bewegungen aufgehalten oder verzögert.
Die Anti-Gender-Bewegung wurde zu einer anhaltenden Kraft in der politischen Diskussion in Frankreich und inspirierte ähnliche Bewegungen in Ländern wie Italien und Deutschland. Die Rhetorik der Protestbewegung ähnelt dabei mitunter der, die auch sozialistische und progressive Bewegungen verwenden, beispielsweise der Slogan « On ne lâche rien » (auf Deutsch etwa „Wir geben nicht auf!“). Und anstatt etwa homophober Argumentationsmuster verwendeten die Akteure Argumente, die bei einer breiteren Masse Anklang fanden, wie die Darstellung von Kindern nicht-heterosexueller Paare als „unsichtbare Opfern“ der Reformen.
Eine wichtige Rolle spielt dabei auch die katholische Kirche in Frankreich, welche ab Ende des 20. Jahrhunderts stärker einen identitätsbasierten Aktivismus verfolgte, nachdem sich viele Kirchen-Angehörige noch in den 1970er und 1980ern gegen Ungleichheit in der Arbeitswelt oder für bessere Arbeitnehmerrechte engagierten. Die konservativen Kräfte in der Kirche nahmen in den darauf folgenden Jahrzehnten einen stärkeren Raum ein, auch weil eine Opposition z. B. gegen die gleichgeschlechtliche Ehe in der Bevölkerung großen Anklang fand. Die Soziologen Michael Stambolis-Ruhstorfer und Josselin Tricou aus Frankreich vermuten, dass viele ehemalige progressive Akteure in der Kirche, die teilweise ursprünglich offen für die gleichgeschlechtliche Ehe waren, sich mit den konservativen Akteuren für traditionelle Familiennormen verbündeten, da sie sich davon einen besseren Stand für die Durchsetzung ihrer ökonomisch progressiven Agenda erhofften.

### Polen

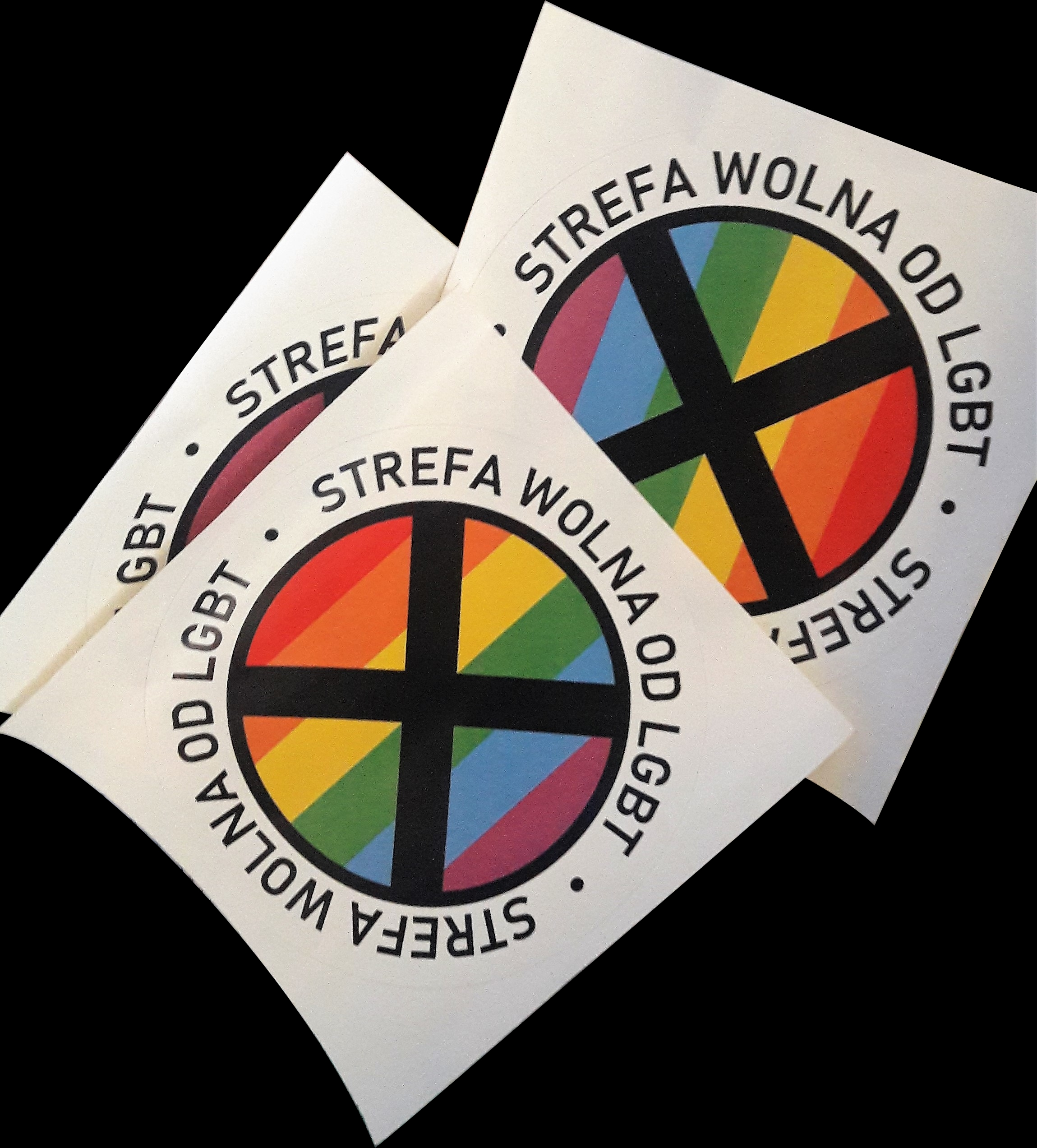
Sticker mit Aufschrift „LGBT-freie Zone“ aus Polen

In Polen warnen politische Parteien und die katholische Kirche vor einer „Gender-Ideologie“, darunter auch die nationalistische PiS-Partei, die von 2015 bis 2023 an der Macht war. Demnach seien Feminismus, liberale Abtreibungsgesetze und LGBT-Rechte von Außerhalb (insbesondere durch die EU) aufgezwungen und würden eine Bedrohung für die nationale Identität darstellen. 30 % der polnischen Katholiken glaubten 2017, es gäbe eine „Gender-Verschwörung“, die christliche Traditionen durch eine Übernahme der öffentlichen Medien zerstören wolle. Symbolisch erklärten mehrere lokale Regierungen ihre Regionen zu „LGBT-ideologiefreien Zonen“. Diese Zonen finden sich besonders im Südosten des Landes.
Piotr und Paweł Żuk gehen davon aus, dass es konservative Eliten und die katholische Kirche schafften, die nationale Identität zum vorherrschenden Element im öffentlichen Diskurs Polens zu machen und so das vormalig bis in die 1990er Jahre vorhandene Klassenbewusstsein abzulösen. Frustration über sozioökonomische Veränderungen (wie Privatisierung und Schwächung der Arbeitnehmerrechte) richtete sich ihnen zufolge so aufgrund des fehlenden Klassenbewusstseins gegen unter anderem Liberale, Ungläubige und Fremde, anstatt gegen den Kapitalismus und die neoliberale Transformation. Der Diskurs um die Verteidigung der nationalen Identität fungiere gewissermaßen als „Blitzableiter“ sozialer Spannungen und schütze so die neuen Eliten und das neoliberale System, das seit 1989 in Polen aufgebaut wurde.

### Italien
Der Politikwissenschaftler Luca Ozzano und die Soziologin Alberta Giorgi stellen die Anti-Gender-Bewegung in Italien in den größeren Kontext des Widerstands der religiösen Rechten mit ihrem manichäischen Weltbild gegen die Säkularisierung. Ein Hauptziel der Anti-Gender-Bewegung in Italien sei die Verhinderung gleichgeschlechtlicher Ehen. Allerdings entfalteten die beiden großen Lager eine Dynamik, die auf eine weitere Polarisierung hinauslaufe. Diese werde auch durch die EU-Politik unterstützt, während populistische Gruppierungen wie die Forza Italia um Berlusconi oder die Lega Nord eher taktische Positionen in diesem Streit einnähmen, weil für sie die Gender-Frage nicht zentral sei.

### Ungarn
Anders als in anderen europäischen Ländern geht die Anti-Gender-Mobilisierung in Ungarn vor allem von der Regierung oder regierungsnahen Organisationen aus. Für Viktor Orbán dient eine „Gender-Ideologie“ ab 2017 als Feindbild, um sich als Beschützer traditioneller Werte und vor fremden Einflüssen darzustellen. Den Anti-Gender-Diskursen folgten 2018 Taten: Die Regierung entzog Gender-Studiengängen die Akkreditierung, da Gender-Studies das konservative Familienleitbild der Fidesz-Partei störten. Betroffen waren die größte staatliche Universität in Budapest, die Eötvös-Loránd-Universität (ELTE), sowie die private Central European University. Ebenfalls diente das Feindbild der „Gender-Ideologie“ als Begründung dafür, die Istanbul-Konvention auch weiterhin nicht zu ratifizieren. Die Argumentation richtete sich aber nicht gegen den Schutz vor häuslicher Gewalt – dem Hauptanliegen der Konvention. Stattdessen wurde unterstellt, die Konvention erhalte eine Definition von „Gender“, die biologische Geschlechtsmerkmale negiere und sich gegen das „traditionelle Familienbild“ richte. Hierbei handelte es sich laut der Politikwissenschaftlerin Eszter Kováts um eine Fehlinterpretation der Istanbul-Konvention.

### Russland
In Russland spielen traditionelle Geschlechter- und Sexualitätsnormen nach wie vor eine große Rolle. Liberale Gesetze im Westen, die die Rechte von Homosexuellen und Transgender stärken, werden durch die russische Propaganda und die russisch-orthodoxe Kirche als eine Bedrohung für die Lebensweise im eigenen Land sowie die angrenzenden osteuropäischen Länder dargestellt. Die westlichen Werte seien „leer, falsch und konsumorientiert“. Auch wird dem Westen attestiert, durch diese Lebensweise dem Untergang geweiht zu sein. Diese Sichtweise erfährt in der russischen Bevölkerung hohe Zustimmungswerte. Agnieszka Graff und Elżbieta Korolczuk analysierten, dass die „Verteufelung“ der westlichen Geschlechter- und Sexualitätsnormen mit dazu dienten, die Akzeptanz des russischen Angriffskriegs gegen die Ukraine in der Bevölkerung zu erhöhen, indem die Invasion als Abwehr gegen eine angebliche „kulturelle Kolonisierung“ inszeniert werde.

### Norwegen
Die norwegische Professorin für Gender Studies Elisabeth Lund Engebretsen hat Gruppen wie den norwegischen Zweig von Women’s Declaration International und LLH2019, eine selbsternannte Schwesterorganisation der LGB Alliance, als wichtige Anti-Gender-Akteure in Norwegen identifiziert. Laut Engebretsen sind diese Gruppen Teil einer „komplexen Bedrohung der Demokratie“.

### Vereinigte Staaten
Zu Beginn der zweiten Amtszeit des US-Präsidenten Donald Trump verkündete dieser, dass die US-Regierung künftig nur noch zwei Gender anerkenne – nämlich weiblich und männlich. Trump ordnete zudem in Dekreten mehrere Maßnahmen an, die transgeschlechtliche Personen betreffen: Der von seinem Vorgänger Joe Biden erlaubte Dienst von trans Personen im US-Militär wurde wieder verboten und trans Frauen müssen künftig in Bundesgefängnissen für Männer untergebracht werden. Außerdem sollten sämtliche geschlechtsangleichende Maßnahmen für Strafgefangene sofort eingestellt werden. Trump erließ darüber hinaus ein Dekret, das Bundesbehörden anwies, nur das „Geburtsgeschlecht“ von Personen anzuerkennen und keine dritte Geschlechtsoption mehr zu akzeptieren. Bislang war eine dritte Option möglich, mit der etwa in US-Reisepässen ein „X“ beim Geschlecht eingetragen wurde.